# Quer durch die Antarktis
Quer durch die Antarktis (Originaltitel: Antarctic Crossing) ist ein britischer Dokumentarfilm von George Lowe aus dem Jahr 1958. Der Film handelt von der Commonwealth Trans-Antarctic Expedition des Vivian Fuchs, bis dieser am Südpol mit Edmund Hillary zusammentraf. Der Film wurde 1959 als bester Dokumentarfilm für den Oscar nominiert.

## Handlung
George Lowe begleitete die Commonwealth Trans-Antarctic Expedition unter der Leitung von Vivian Fuchs. Die Expedition sollte erstmals den Antarktischen Kontinent über den Südpol durchqueren. Nachdem die Expedition 1955 an der antarktischen Küste eintraf, wurden bis 1957 zunächst nur Basislager angelegt. Um Weihnachten 1957 sollte sich die Gruppe um Fuchs mit einer zweiten Gruppe um Edmund Hillary treffen. Fuchs wurde aber durch widriges Wetter aufgehalten und traf erst am 15. Januar 1958 am Südpol ein.

## Hintergrund
Lowe hatte Hillary bei der Erstbesteigung des Mount Everest begleitet und war ein enger Freund Hillarys. Sein Dokumentarfilm zu dieser Himalaya-Expedition hatte ihm bereits bei der Oscarverleihung 1954 eine Nominierung eingetragen.

## Rezeption
Der Filmdienst urteilte:

„Die nüchterne Dokumentation vermittelt plastische Eindrücke vom Umfang und der technischen Bewältigung des Unternehmens sowie von der Landschaft des Sechsten ‚Kontinents.‘“

Becky Pemberton hielt Lowes Bilder von dieser Antarktis-Expedition für weniger beeindruckend, als den Dokumentarfilm seiner Mount-Everest-Besteigung, aber immer noch für überwältigend.